# Christoph Földerich
Christoph Földerich (* 1569 in Spandau, Kurfürstentum Brandenburg; † 31. März 1629 in Berlin, Kurfürstentum Brandenburg) war ein deutscher Kaufmann in Stockholm, Warschau und Berlin.

## Leben
Die Eltern Augustin Földerich und Ursula Martzahn stammten aus eingesessenen Spandauer Familien. Der Junge besuchte die Stadtschule und ging im Alter von 15 Jahren (1584) nach dem Tode des Vaters zu seinem Stiefbruder Adam Eickwede nach Stockholm. Bei diesem war er als Kaufmannsgehilfe tätig und machte sich später selbstständig. 1598 verlor Christoph Földerich in Kalmar durch die kriegerischen Auseinandersetzungen um den schwedischen Thron einen großen Teil seines Vermögens. Daraufhin folgte er König Sigismund III. nach Warschau und trat in dessen Dienste. Er war dort auch Capitaine (Hauptmann der Armee).
1604 ging Földerich nach Berlin und ließ sich dort als Kaufmann nieder. 1620 wurde er Ratsherr und erwarb die Apotheke am Molkenmarkt. 1625 gab er die Funktion als Ratsherr auf. 1628 stiftete Christoph Földerich 1000 Taler für die Große Stadtschule in Spandau, um damit den kostenlosen Besuch für die Schüler zu ermöglichen. (Der Földerichbecher im Berliner Rathaus wurde nicht von ihm, sondern vom Cöllner Dechanten Mauritz Földerich 1507 gestiftet.)
Christoph Földerich war mit Catharina Gutschmidt (1589–1630) verheiratet. Sie hatten eine Tochter Elisabeth.
In Berlin-Wilhelmstadt wurden die Földerichstraße, der Földerichplatz und die Christoph-Földerich-Grundschule nach ihm benannt.